# Cơ quan Cảnh sát Điều tra, Bộ Công an (Việt Nam)
Cơ quan Cảnh sát Điều tra, Bộ Công an là một đơn vị điều tra thuộc Bộ Công an Việt Nam. Cơ quan này có nhiệm vụ điều tra các vụ án hình sự nghiêm trọng, phức tạp, liên quan đến nhiều địa phương.

## Lịch sử
Trước ngày 6 tháng 8 năm 2018, Thủ trưởng Cơ quan Cảnh sát điều tra là Tổng cục trưởng Tổng cục Cảnh sát. Phó Thủ trưởng thường trực Cơ quan Cảnh sát điều tra là một Tổng cục phó Tổng cục Cảnh sát. Bảy Phó thủ trưởng Cơ quan Cảnh sát điều tra là: một Tổng cục phó Tổng cục Cảnh sát phòng, chống tội phạm phụ trách Cơ quan đại diện Tổng cục Cảnh sát phòng, chống tội phạm tại Thành phố Hồ Chí Minh, Chánh Văn phòng và một Phó chánh văn phòng Cơ quan Cảnh sát điều tra Bộ Công an (phụ trách Cơ quan đại diện tại Thành phố Hồ Chí Minh), Cục trưởng Cục Cảnh sát điều tra tội phạm về trật tự xã hội, Cục trưởng Cục Cảnh sát điều tra tội phạm về ma túy, Cục trưởng Cục Cảnh sát điều tra tội phạm về quản lý kinh tế và chức vụ, Cục trưởng Cục Cảnh sát điều tra tội phạm về tham nhũng.
Từ sau ngày 6 tháng 8 năm 2018, Bộ Công an không còn tổ chức các Tổng cục. Vào ngày 10 tháng 8 năm 2018, chức danh Thủ trưởng Cơ quan Cảnh sát Điều tra Bộ Công an được Bộ trưởng Tô Lâm giao cho Thượng tướng, Thứ trưởng Thường trực Bộ Công an Lê Quý Vương.

## Tổ chức
Tổ chức bộ máy Cơ quan Cảnh sát Điều tra gồm có:
1. Văn phòng Cơ quan Cảnh sát điều tra (mã số: C01) [3];
2. Cục Cảnh sát điều tra tội phạm về trật tự xã hội (gọi tắt là Cục Cảnh sát hình sự) (mã số: C02)[4];
3. Cục Cảnh sát điều tra tội phạm về tham nhũng, kinh tế, buôn lậu (mã số: C03) [5];
4. Cục Cảnh sát điều tra tội phạm về ma túy (mã số: C04)[5]

## Lãnh đạo hiện nay
| Thứ tự | Họ tên              | Năm sinh | Cấp bậc      | Chức vụ                    | Ghi chú             |
| ------ | ------------------- | -------- | ------------ | -------------------------- | ------------------- |
| 1      | Nguyễn Văn Long     | 1974     | Thượng tướng | Thủ trưởng                 | Thứ trưởng          |
| 2      | Trần Minh Tiến      | 1967     | Thiếu tướng  | Phó Thủ trưởng thường trực | Chánh Văn phòng C01 |
| 3      | Trần Ngọc Hà        | 1968     | Trung tướng  | Phó thủ trưởng             | Cục trưởng C02      |
| 4      | Nguyễn Quang Phương | 1976     | Thiếu tướng  | Phó thủ trưởng             | Cục trưởng C03      |
| 5      | Ngô Thanh Bình      | 1978     | Thiếu tướng  | Phó thủ trưởng             | Cục trưởng C04      |
| 6      | Trương Thọ Toàn     | 1967     | Thiếu tướng  | Phó thủ trưởng             | Phó Chánh VP C01    |
| 7      | Phan Mạnh Trường    |          | Thiếu tướng  | Phó thủ trưởng             | Phó Cục trưởng C02  |

## Lãnh đạo qua các thời kì

### Thủ trưởng
- Cao Ngọc Oánh (2003 – 11 tháng 7 năm 2006)
- Phạm Quý Ngọ (11 tháng 7 năm 2006 - 18 tháng 2 năm 2014)
- Lê Quý Vương (10 tháng 8 năm 2018 - 01 tháng 6 năm 2021)
- Nguyễn Duy Ngọc (31 tháng 5 năm 2021 - 3 tháng 6 năm 2024).

### Phó thủ trưởng thường trực
- Trung tướng Trần Văn Vệ (10 tháng 8 năm 2018-1 tháng 1 năm 2020)
- Trung tướng, Anh hùng LLVTND Đỗ Văn Hoành
 (1 tháng 1 năm 2020 - 1 tháng 2 năm 2024)
- Đại tá Trần Minh Tiến ( 1 tháng 2 năm 2024 - nay).

### Phó thủ trưởng
- Đại tá Ngô Kiên (2013-2014)
- Trung tướng Phạm Văn Các (đảm nhiệm từ 6 tháng 8 năm 2018 đến 31 tháng 5 năm 2020).